# Галиндо, Пласидо
Пла́сидо Гали́ндо (исп. Plácido Galindo; 9 марта 1906 или 9 марта 1902, Лима — 22 октября 1988, Лима) — перуанский футболист, полузащитник, участник чемпионата Южной Америки 1929 и чемпионата мира 1930 года.

## Карьера

### Клубная
Пласидо Галиндо играл за клуб «Университарио».

### В сборной
Галиндо выступал за сборную на чемпионате Южной Америки 1929, выходил на поле в матче против Аргентины, проигранном боливийцами со счётом 0:3, голов не забил.
Год спустя принял участие в первом чемпионате мира. Участвовал в обеих встречах своей сборной на турнире. В дебютном матче против румын был удалён с поля за грубость.
| Матчи и голы Пласидо Галиндо за сборную Перу | Матчи и голы Пласидо Галиндо за сборную Перу | Матчи и голы Пласидо Галиндо за сборную Перу | Матчи и голы Пласидо Галиндо за сборную Перу | Матчи и голы Пласидо Галиндо за сборную Перу | Матчи и голы Пласидо Галиндо за сборную Перу | Матчи и голы Пласидо Галиндо за сборную Перу |
| -------------------------------------------- | -------------------------------------------- | -------------------------------------------- | -------------------------------------------- | -------------------------------------------- | -------------------------------------------- | -------------------------------------------- |
| №                                            | Дата                                         | Место проведения                             | Соперник                                     | Счёт                                         | Голы                                         | Турнир                                       |
| 1                                            | 3 ноября 1929                                | Буэнос-Айрес, Аргентина                      | Аргентина                                    | 0:3                                          | -                                            | Чемпионат Южной Америки по футболу 1929      |
| 2                                            | 14 июля 1930                                 | Монтевидео, Уругвай                          | Румыния                                      | 1:3                                          | -                                            | Чемпионат мира 1930                          |
| 3                                            | 18 июля 1930                                 | Монтевидео, Уругвай                          | Уругвай                                      | 0:1                                          | -                                            | Чемпионат мира 1930                          |

Итого: 3 матча / 0 голов; 0 побед, 0 ничьих, 3 поражения.